# Уокер, Джон Эрнест
Джон Эрнест Уо́кер (англ. John Ernest Walker; род. 7 января 1941 года, Галифакс, Великобритания) — английский химик, лауреат Нобелевской премии по химии. Директор Данновского отдела питания человека в Медицинском исследовательском совете в Кембридже.

## Биография и научная работа
Джон Уокер родился в Галифаксе и провёл детство в сельской местности. В 1964 году он окончил Колледж Святой Катерины Оксфордского университета, а в 1969 году в этом же университете сделал диссертацию по пептидным антибиотикам. После этого Уокер работал за границей: в США в Висконсинском университете в Мадисоне (1969—1971) и во Франции в Жив-сюр-Иветт и в Институте Пастера (1971—1974). Затем Уокер вернулся в Англию, где начал работать в лаборатории молекулярной биологии Медицинского исследовательского совета, одного из важнейших исследовательских центров Великобритании. В 1978 году он стал исследовать митохондриальные мембранные белки (по сути это была АТФ-синтаза). Уокер раскрыл ферментативный характер синтеза АТФ в клетке.
В 1997 году Уокер получил Нобелевскую премию по химии за это открытие вместе с Полом Бойером.

## Общественная деятельность
В 2016 году подписал письмо с призывом к Greenpeace, Организации Объединенных Наций и правительствам всего мира прекратить борьбу с генетически модифицированными организмами (ГМО) .